# 道凱乾河
道凱乾河（阿拉伯语：‎，羅馬化：Wādī Dawkah）是位于阿曼佐法尔的一条乾河，发源于盖拉山，向北经过佐法尔高原，最后在鲁卜哈利沙漠东南边缘的道凯村附近结束。
道凱乾河乳香園（英語：the Frankincense Park of Wadi Dawkah）位于其上游的高原地区，是UNESCO世界遗产乳香之地的一部分。这里从古至今都生长着大量乳香树。